# Mansonia iguassuensis
Mansonia iguassuensis är en tvåvingeart som beskrevs av Barbosa, Silva och Sallum 2007. Mansonia iguassuensis ingår i släktet Mansonia och familjen stickmyggor. Inga underarter finns listade i Catalogue of Life.